# Sant’Andrea in Via Flaminia

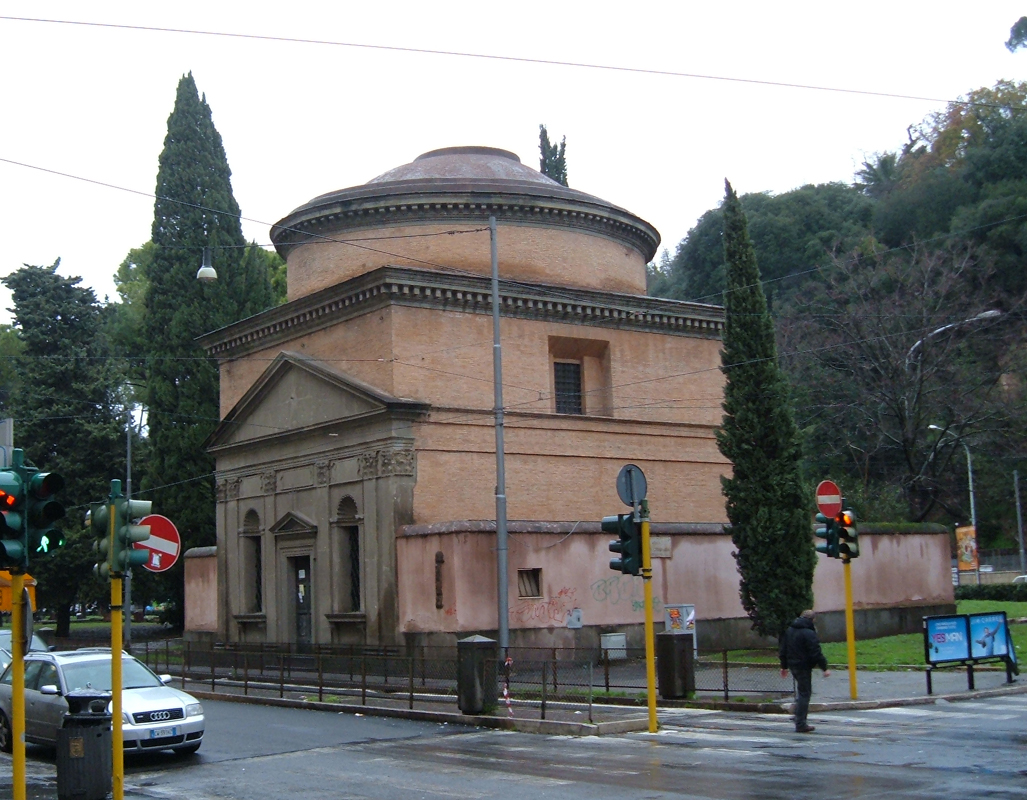
Sant’Andrea in Via Flaminia

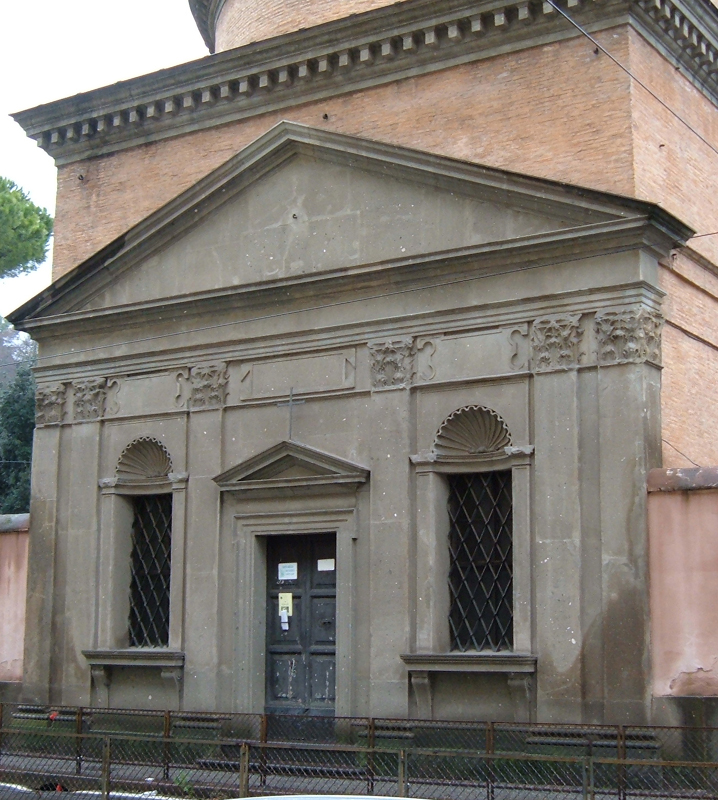
Detailsicht der Fassade

Sant’Andrea in Via Flaminia, auch Sant’Andrea del Vignola, ist eine dem hl. Andreas geweihte Kirche in Rom. Sie ist das erste gesicherte Sakralbauwerk Giacomo Barozzi da Vignolas. Wenngleich sehr klein, gilt sie doch als ein wichtiger Schritt in der Entwicklung sakraler Zentralbauten.

## Lage
Die Kirche liegt im I. römischen Quartiere Flaminio an der Via Flaminia, Ecke Via Enrico Chiaradia, etwa 600 Meter südlich des Stadio Flaminio bzw. 1100 Meter nördlich der Porta del Popolo. Ihren ersten Namen hat sie nach der Lage, den Beinamen (in Rom gebräuchlicher) nach dem Erbauer.

## Geschichte und Baugeschichte
Papst Julius III. gab den Auftrag für den kleinen Bau 1550. Es nicht ganz geklärt, warum: Nach einer Sicht soll er ein Gelübde erfüllt haben, nach einer anderen soll der Bau im Zusammenhang mit der Überführung der Kopfreliquie des Heiligen nach Rom stehen. Den Auftrag erhielt der aus Vignola – daher der Beiname – bei Modena stammende Giacomo Barozzi möglicherweise im Zusammenhang mit dem Bau der nahe gelegenen Villa Giulia für den Papst, auch diesen Auftrag erhielt er im selben Jahr.

## Äußeres
Der Bau ist als Kubus über einem leicht gestreckten rechteckigen Grundriss errichtet, das Verhältnis der Länge zur Breite beträgt 5:4. Oberhalb eines rundum laufenden Konsolgesimses folgt der Kuppelzylinder, ebenso mit einem Konsolgesims; er verdeckt die flache Wölbung der eigentlichen Kuppel.
Die Fassade folgt einem Rückgriff auf antike Vorbilder, so dem tempelartigen Aufbau römischer Sepulkralarchitektur. Jeweils zwei breite Pilaster mit korinthischen Kapitellen tragen an den Außenseiten den einfachen, flachen Dreiecksgiebel. Zum Portal hin, das ebenso von einem flachen dreieckigen Giebel überfangen wird, sind abermals zwei Pilaster eingestellt, dazwischen befinden sich Fenster, die von Nischen in Form von Jakobsmuscheln überwölbt werden.

## Inneres

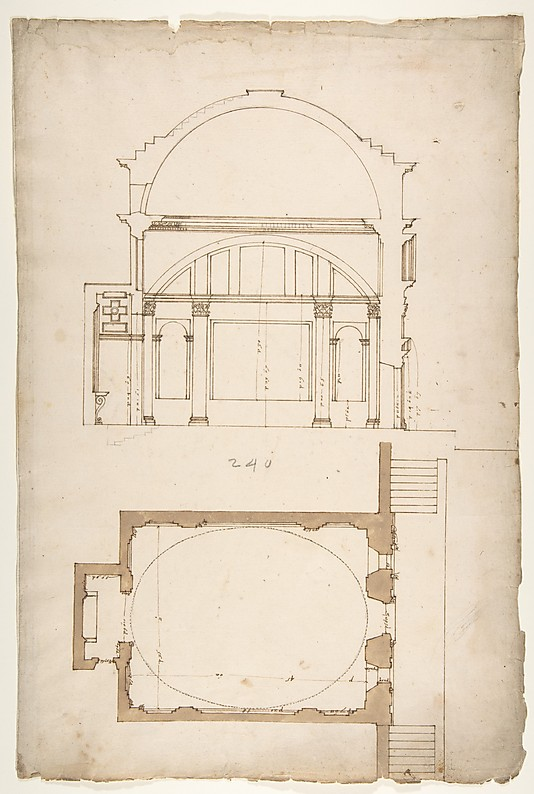
Querschnitt und Grundriss

Das Innere ist einschiffig, entsprechend der äußeren Struktur leicht längsrechteckig angelegt. Die Wände werden durch ein baulich wie farblich abgestuftes System von Pilastern, einem rundumlaufenden Gesims und oberhalb dessen von Lisenen gegliedert. Auch diese Wandgliederung wurde entwicklungsgeschichtlich bedeutend. Die kleine Apsis ist rechteckig angelegt.
Der äußere Kuppelzylinder gibt die Verhältnisse im Inneren nicht wieder, die Kuppel verfügt über keinen Kuppeltambour, sondern der Zylinder nimmt direkt einen Teil der Kuppelarchitektur auf.
Eine Besonderheit, hier zum ersten Mal in der stadtrömischen Architektur überhaupt ausgeführt, obschon vorher schon verschiedentlich geplant, ist die elliptische Kuppel. Das Verhältnis der Länge zur Breite beträgt 8:7. Vignola selbst griff den Typus des Ellipsenbaus in seiner späten Kirche Sant’Anna dei Palafrenieri wieder auf, dort aber führte er nicht nur die Kuppel, sondern auch den Grundriss elliptisch aus.
Die Kuppelform wurde Vorbild für zahlreiche andere Kirchen, so denkbar z. B. für die Kirche Sebastián de la Plaza in Alcalá de Henares, die 1617 begonnen wurde.